# Poliopastea
Poliopastea is een geslacht van vlinders van de familie spinneruilen (Erebidae), uit de onderfamilie Arctiinae.

## Soorten
- P. anthracina Klages, 1906
- P. auripes Walker, 1854
- P. clavipes Boisduval, 1870
- P. coelebs Bryk, 1953
- P. cyanescens Dognin, 1912
- P. cyllarus Druce, 1896
- P. chrysotarsia Hampson, 1898
- P. errans Hübner, 1819
- P. esmeralda Butler, 1876
- P. evelina Druce, 1884
- P. hesione Druce, 1888
- P. indistincta Butler, 1876
- P. jalapensis Schaus, 1889
- P. laciades Schaus, 1889
- P. laconia Druce, 1884
- P. lamprosoma Hampson, 1914

- P. maroniensis Schaus, 1905
- P. mirabilis Draudt, 1917
- P. nigritarsia Hampson, 1898
- P. nordina Schaus, 1901
- P. obscura Wallengren, 1860
- P. plumbea Hampson, 1898
- P. pusilla Butler, 1876
- P. splendida Butler, 1876
- P. vittata Walker, 1854